# Памятник Адаму Мицкевичу (Тернополь)
Памятник Адаму Мицкевичу — скульптура польского поэта Адама Мицкевича в Тернополе (Украина), уничтоженная в 1940-х годах.
Располагался на улице Адама Мицкевича (в настоящее время бульвар Тараса Шевченко). Был открыт 25 октября 1895 года, а вокруг него сформирована площадь. На пьедестале из красного теребовлянского камня стояла фигура поэта, вырезанная из белого камня польским скульптором Томашом Дикасом. Памятник был уничтожен в ходе польско-украинской войны 1918—1919 годов.
Потом восстановлен в 1923 году (автор Аполлинарий Гловинский) и уничтожен во время немецкой оккупации.